# Mabel aux courses

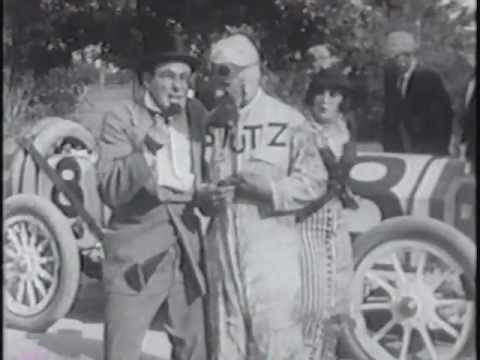
Scène du film The Speed Kings.

Mabel aux courses (The Speed Kings) est un film américain réalisé par Wilfred Lucas, sorti en 1913, avec la participation de plusieurs pilotes automobile de l'époque.

## Synopsis
Un père emmène sa fille à une course automobile. Elle est amoureuse de Teddy Tetzlaff, mais son père préfère Earl Cooper, et il envisage d'essayer d'empêcher Tetzlaff de gagner la course.

## Fiche technique
- Titre original : The Speed Kings
- Réalisation : Wilfred Lucas
- Lieu de tournage : Santa Monica, Californie
- Production : Keystone Film Company
- Durée : 8 minutes
- Date de sortie : 30 octobre 1913

## Distribution
- Ford Sterling : Papa
- Mabel Normand : Mabel

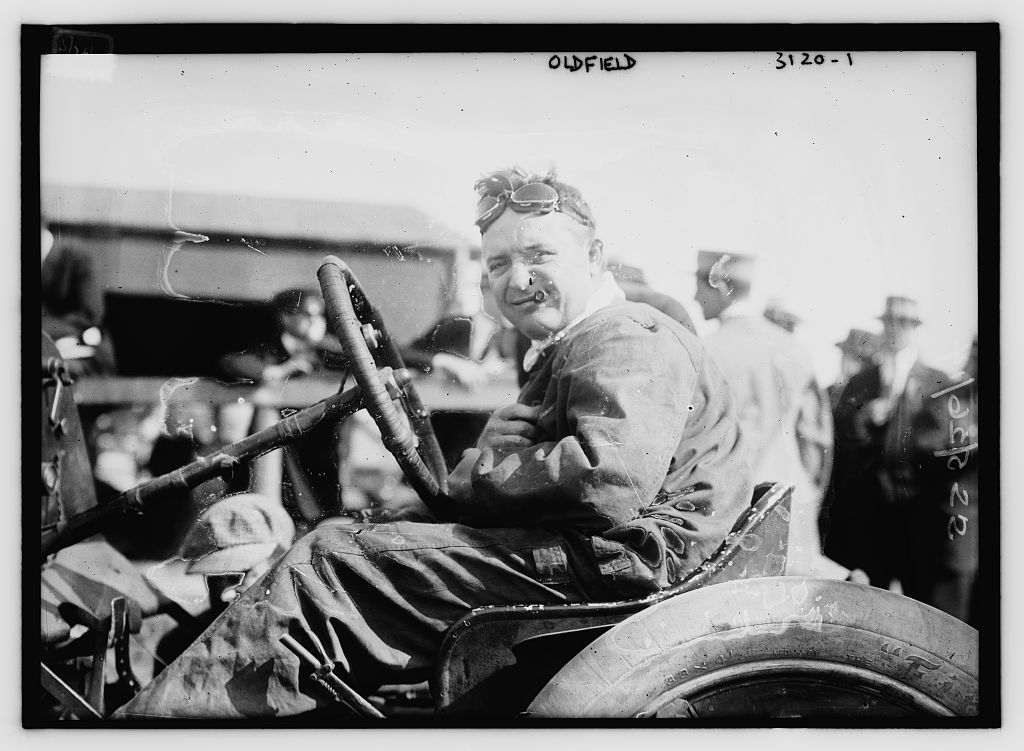
Barney Oldfield vers 1913

- Teddy Tetzlaff : lui-même, un pilote automobile
- Earl Cooper : lui-même, un pilote automobile
- Roscoe 'Fatty' Arbuckle : officiel de la course
- Barney Oldfield : lui-même, un pilote automobile
- Bert Hunn : un spectateur
- Billy Gilbert